# 東芝インフラテクノサービス
東芝インフラテクノサービス株式会社（とうしばインフラテクノサービス）は、東京都新宿区に本社を置く株式会社東芝（以下、東芝）のグループ企業。上下水道、空港、鉄道、ビル、工場等のインフラ設備・産業施設の保守点検・修理・予防保全等のサービスを提供している。
一般財団法人日本鉄道車輌工業会の賛助会員である。

## 沿革
- 1985年（昭和60年）4月 - 東芝（交通事業部）100％出資の関連会社である東芝トランスポートエンジニアリング株式会社として発足。資本金3000万円。
- 1989年（平成元年）4月 - 資本金を1億円に増資。
- 1991年（平成3年）
  - 4月 - 本社を府中市晴見町に移転（東芝北府中ビル内）
  - 10月 - 大阪事業所を開設。
- 1994年（平成6年）4月 - 東芝より交通フィールド事業移管。東芝本社ビル内に営業部門駐在開始。
- 1995年（平成7年）4月 - 名古屋事務所を開設。
- 1997年（平成9年）6月 - 東芝よりLED表示システム事業を移管。
- 1999年（平成11年）4月 - 東芝より旅客案内システム、鉄道教育システム事業を移管。
- 2003年（平成15年）5月 - 本社を東芝町（東芝府中事業所内）に移転。
- 2007年（平成19年）4月 - 東芝より列車空調システム事業を移管。
- 2008年（平成20年）
  - 4月 - 名古屋事務所を名古屋営業所に改称。北海道営業所を開設。
  - 10月 ‐ 情報メディア事業を東芝に移管。
- 2010年（平成22年）4月 - 列車空調システム事業を東芝に事業移管。交通サービス部を新設。
- 2012年（平成24年）4月 - 東京営業所および東北出張所を開設。
- 2015年（平成27年）6月 - 空調事業推進部を新設。
- 2017年（平成29年）4月 - 東日本営業部と西日本営業部を統合し、国内営業部ヘ再編。九州営業担当を新設。
- 2018年（平成30年）
  - 4月 - エンジニアリング第一部とエンジニアリング第二部を廃止し、交通フィールド事業推進部と交通技術部に機能移管。
  - 6月 - 本社機能の一部を川崎市に移転（ラゾーナ川崎東芝ビル内）
- 2019年（平成31年）4月 - 交通フィールド事業推進部を交通フィールドシステム部、空調事業推進部を空調部に改称。
- 2020年（令和2年）4月 - 交通フィールドシステム部品質保証担当と交通サービス部を統合し、品質保証・サービス部を新設。
- 2022年（令和4年）4月 - 空調部を廃止し、交通フィールドシステム部と機能統合。[3]
- 2024年（令和6年）7月 - 東芝インフラシステムズから電機サービスセンターの事業を吸収分割により承継、社会システムサービス事業部とし、商号を東芝インフラテクノサービス株式会社に変更[4]。従来からの鉄道関連事業を交通システムサービス事業部としている。また、本社を新宿区に移転。